# Junction (Utah)
Junction es un pueblo del condado de Piute, estado de Utah, Estados Unidos. Según el censo de 2000 la población era de 177 habitantes. Es la capital del condado de Piute.

## Geografía
Junction se encuentra en las coordenadas 38°14′11″N 112°13′23″O / 38.23639, -112.22306.
Según la oficina del censo de Estados Unidos, la localidad tiene una superficie total de 38,7 km². De los cuales 37,2 km² son tierra y 1,5 km² (3,88%) está cubierto de agua.
- Datos: Q129952
- Multimedia: Junction, Utah / Q129952